# Banaszki
Banaszki (deutsch Gut Banaskeim oder Bannaskeim) ist ein Dorf in Polen in der Woiwodschaft Ermland-Masuren in der Landgemeinde Kętrzyn (Rastenburg).

## Geografische Lage
Das Dorf liegt etwa sechs Kilometer nordwestlich von Kętrzyn und ca. 25 Kilometer südlich der Grenze zur Oblast Kaliningrad.

## Geschichte
Der Ort wurde 1339 als item dedimus Beynassye in campo Glysdelauks erwähnt. Der Name bedeutet „lehmiges Feld“ (Ableitung von prußisch glizdainis + lauks). Am 24. Juni 1339 gab der Hochmeister Dietrich von Altenburg den Brüdern Beynassye und  Scodayko vier Hufen Land, und diese legten damit den Grundstein für das heutige Dorf. Von dem Namen Beynassye leitet sich auch der Name des Dorfes ab, der ursprünglich Beneskaym und später Bannaskeim lautete.
Bannaskeim war lange Vorwerk von Mickelnick, das sich seit 1750 im Besitz der Familie von Klingsporn befand. Davon zeugt auch des Pferd des Johann von Klingsporn, das dieser aus Granit hauen ließ und das von seinen Enkeln hier aufgestellt wurde, nachdem die übrigen Güter nach dem großen Tribunal gegen die Familie von Klingsporn in Domainen umgewandelt wurden. Die Siedlung entwickelte sich deshalb sehr schleppend und wuchs über das Vorwerk kaum hinaus. Im 19. Jahrhundert wurde die Familie Knoop Besitzer des Ortes. Auch in den 1920er Jahren war das Dorf noch im Besitz der Knoops und hatte eine Fläche von 180 ha.
Nach dem Zweiten Weltkrieg war im Ort ein staatlicher Landwirtschaftsbetrieb tätig. 1973 wurde Banaszki dem Schulzenamt Gromki zugeordnet. Bei einer Verwaltungsreform kam der Ort 1975 zur Woiwodschaft Olsztyn und blieb dort bis zu dessen Auflösung 1999.

### Einwohnerentwicklung
1785 gab es im Ort ein Vorwerk und 15 Wohnhäuser. Die Zahl der Wohnhäuser reduzierte sich bis 1817 auf fünf.
| Jahr          | 1817 | 1910 | 1933 | 1939 | 1970 |
| Einwohnerzahl | 64   | 67   | 383  | 432  | 85   |

## Kultur und Sehenswürdigkeiten

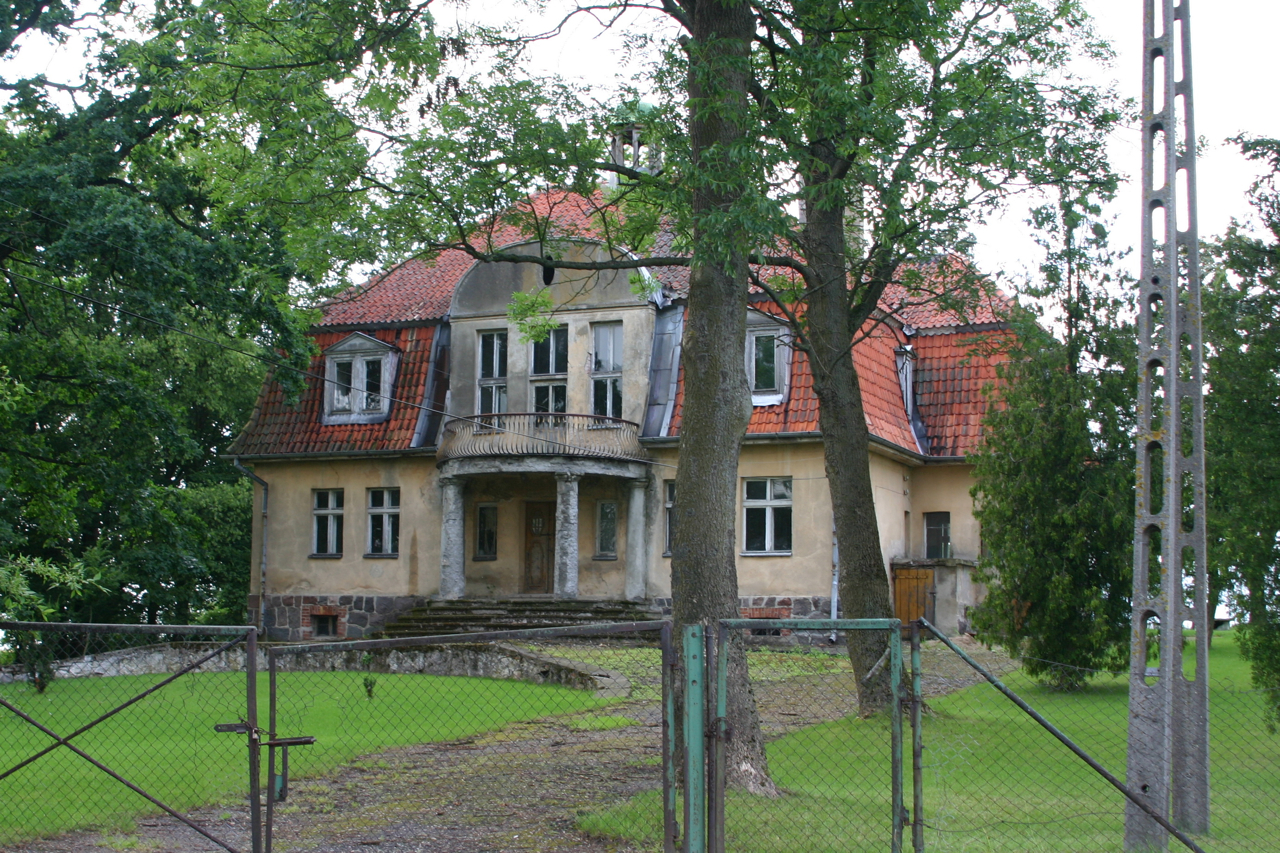
Das Gutshaus im Juli 2009

Sehenswert ist das Gutshaus, das Anfang des 20. Jahrhunderts errichtet wurde. Auf dem Dachfirst befindet sich eine Laterne mit einer Abdeckung in Form einer Pickelhaube.
Vor dem Gutshaus befindet sich eine alte Eiche, die zum Naturdenkmal erklärt wurde.
Die Granitskulptur eines Pferdes befindet sich im Park.